# Castell d'Arenys
El castell d'Arenys és un edifici d'Arenys d'Empordà (municipi de Garrigàs, Alt Empordà) declarat bé cultural d'interès nacional. Actualment es troba annex a l'església de Sant Sadurní.

## Història
Es tracta d'un castell termenat, esmentat també com a «força» o lloc fortificat, que s'ha situar a les darreries del feudalisme en què els «castells menors» i les torres eren la base de la defensa del territori. Durant l'Edat Mitjana, pertanyia als senyors de Palol, que també n'eren del castell de Vilopriu, la torre de Cabanelles i la d'Espasens, amb un ampli patrimoni agrícola. La primera notícia és del 1306, i consta que el 1319, Dalmau de Palol reté homenatge al bisbe de Girona per la meitat de la dècima de la parròquia d'Arenys. Després passà als Vivet, als Cruïlles (mitjans del segle xvii), als Ferrer, i finalment, als Sarrà.

## Descripció
El primitiu castell medieval sofrí moltes modificacions durant els segles xvi, xvii i xviii, que el convertiren en un gran casal ple d'afegits i apropiat per a tasques agrícoles i ramaderes. Al segle passat es van destruir els merlets i les garites angulars per construir la teulada actual.
És un edifici de planta baixa i dos pisos, amb un petit pati central, actualment molt modificat. A la façana meridional hi ha obertures rectangulars. A la llinda del finestral del centre es troba una figura en relleu que correspon a l'emblema dels Palol. A la part central d'aquesta façana hi sobresurt un cos rectangular a manera de pòrtic amb arcs i voltes a la planta baixa i al pis. A la façana de ponent hi ha un gran portal adovellat d'arc de mig punt, on es pot veure-hi l'escut dels Cruïlles en baix relleu. A la llinda de la finestra hi ha la data 1715.